# Centre de service mondial des Nations unies
 (juin 2023).
Le Centre de service mondial des Nations unies (en anglais United Nations Global Service Centre, abrégé UNGSC) est un bureau des forces de maintien de la paix des Nations unies dont le siège social est basé à Brindisi en Italie, ainsi qu'à Valence, en Espagne, qui fournit des services de logistique, de renseignement géospatial, d'informatique et de formation aux missions de maintien de la paix et aux missions politiques spéciales dans le monde entier.

## Histoire et mandat
Les origines de l'UNGSC remontent à la United Nations Logistics Base (UNLB), créée en 1994 et actuellement basée à Brindisi, en Italie. L'UNLB a été créée en raison du fait que l'ancien dépôt de stockage du United Nations Department of Peacekeeping Operations (DPKO), United Nations Supply Depot (UNSD), était devenu trop petit pour gérer le matériel excédentaire du DPKO. Les principales fonctions de l'UNLB étaient de fournir un soutien logistique, des services d'appui stratégique et mondial en matière de technologies de l'information et de la communication, et des formations.
En 2009, la UN Support Base in Valencia (UNSBV) a été créée à Valence, en Espagne, pour aider les missions des Nations unies dans le monde entier en matière d'information et de télécommunications. La base travaille en collaboration avec l'UNLB pour renforcer la capacité des Nations unies à répondre efficacement aux crises dans le monde.
Le 24 juin 2010, l'Assemblée générale des Nations unies a adopté la résolution 64/269, qui a créé la Stratégie mondiale d'appui aux missions (GFSS), fusionnant la Base de soutien logistique des Nations unies et le Programme des Volontaires des Nations unies (VSSNU) en une seule organisation appelée « Centre de services mondiaux ». Le mandat de l'UNGSC est « d'assurer l'efficacité et l'efficience des opérations de paix grâce aux services logistiques, géospatiaux, informatiques et de télécommunications de base qu'il fournit ».

## Services produits
L'UNGSC se compose de trois principaux domaines de services.

### Service de la chaîne d'approvisionnement
Le service de la chaîne d'approvisionnement (en anglais, Supply Chain Service, abrégé SCS) permet de :
- Servir de point de contact pour les missions et le siège,
- Gestion des actifs et des ressources,
- Élaborer des conceptions, des cahiers des charges et des spécifications techniques pour les missions sur le terrain.

### Service des technologies de terrain
Le Service des technologies de terrain (en anglais Service for Geospatial, Information and Telecommunications Technologies, abrégé SGITT) permet de :
- Fournir divers services géospatiaux mondiaux et centralisés pour les opérations sur le terrain, le secrétariat et les agences,
- Fournir une connectivité de service par satellite à grande distance hautement disponible pour tous ses clients internes et externes,
- Héberger des applications centralisées, des applications de messagerie et de collaboration, de sauvegarde et d'archivage, d'informatique en nuage et mobile et d'infrastructure de reprise après sinistre.

### Service central
Le service central (en anglais Central Service, abrégé CS) se concentre sur :
- Appui administratif, notamment gestion des finances et des budgets, gestion des ressources humaines et achats de biens et de services pour l'UNGSC,
- la santé et la sécurité au travail pour toutes les missions des Nations unies sur le terrain, les autres agences des Nations unies et les organisations internationales,
- la gestion de la formation et d'autres activités d'apprentissage organisées au SGC